# Franz Polanz
Franz Polanz (* 29. Dezember 1961 in Klagenfurt) ist ein ehemaliger österreichischer Fußballspieler und nunmehriger -trainer.

## Karriere

### Als Spieler
Polanz begann seine Karriere beim SV Ruden. 1983 wechselte er zum Zweitligisten Wolfsberger AC. Zur Saison 1984/85 schloss er sich dem Erstligisten SK Austria Klagenfurt an. Sein Debüt in der höchsten österreichischen Spielklasse gab er im Oktober 1984, als er am siebten Spieltag jener Saison gegen den SC Eisenstadt in der Startelf stand und in der 62. Minute durch Werner Oberrisser ersetzt wurde. Seinen ersten Bundesligatreffer erzielte er im Dezember 1984 gegen den Linzer ASK.
1986 wechselte er zum Ligakonkurrenten Grazer AK. Mit dem GAK konnte er in der Saison 1986/87 als Dritter des Mittleren Playoff die Klasse halten. 1987 schloss er sich dem Zweitligisten SV Spittal/Drau an.
Nach einem halben Jahr bei Spittal wechselte er im Jänner 1988 zum SK Vorwärts Steyr. Nachdem er mit den Oberösterreichern im Mittleren Playoff den vierten Platz erreicht hatte, spielte er mit Steyr ab der Saison 1988/89 in der 1. Division.
1990 kehrte er zum Zweitligisten Wolfsberger AC zurück.

### Als Trainer
Ab Juli 2005 fungierte Polanz als Co-Trainer von Manfred Zsak bei der österreichischen U-16-Auswahl. Später arbeitete er auch als Co-Trainer der U-19-Nationalmannschaft.
Zwischen September und November 2008 war er Trainer des SV Ruden. Im November 2008 wurde er Trainer des Regionalligisten SV Spittal/Drau. Im April 2009 wurde er durch Janusz Kubica ersetzt.
Zur Saison 2009/10 übernahm Polanz den fünftklassigen SV Griffen. Mit Griffen stieg er zu Saisonende in die Landesliga auf. Nach einer Saison musste man als Tabellenletzter wieder in die fünfthöchste Spielklasse absteigen. Im Oktober 2011 verließ er Griffen und übernahm kurz darauf ein zweites Mal den viertklassigen SV Ruden. 2013 stieg er auch mit Ruden als Tabellenletzter ab. Im September 2014 trat er als Trainer von Ruden zurück.
Im Jänner 2017 wurde er Cheftrainer des Regionalligisten SK Austria Klagenfurt, wo er zuvor auch als Jugendtrainer fungiert hatte. Mit Austria Klagenfurt stieg er 2018 in die 2. Liga auf. Im Oktober 2018 wurde Polanz durch Robert Micheu ersetzt.